# Wieża widokowa w Solinie
Wieża widokowa w Solinie, znajdująca się na wysokości 651 m n.p.m., na zboczu góry Jawor, opadającym do Jeziora Solińskiego, w Górach Sanocko-Turczańskich, wybudowana w latach 2021–2022.

## Wieża
Wieża jest częścią górnej stacji kolejki gondolowej PKL Solina. Inwestycja została zrealizowana przez Polskie Koleje Linowe S.A. oraz Polski Fundusz Rozwoju. Wysokość wieży wynosi 50 m, a przeszklony taras widokowy znajduje się na wysokości 42 m. Aby dotrzeć na wieżę widokową najlepiej jest skorzystać z kolei linowej, ze stacji początkowej na górze Plasza, i przebyć ok. 1,5 km trasę wagonem kolei linowej. Do wieży można też dojść pieszo z Soliny, asfaltową drogą długości ok. 4,5 km. Przejście do wieży leśną ścieżką od strony zapory, pod linią kolejki gondolowej jest nielegalne. Do wieży widokowej nie ma możliwości bezpośredniego dojechania samochodem, pojazd należy pozostawić na parkingu znajdującym się 200 metrów poniżej wieży. Obowiązuje zakaz wstępu na wieżę z psami.

## Wyposażenie
W wieży widokowej znajduje się w przeszklona kawiarnia dla 120 osób, taras widokowy oraz wysunięty poza taras, w pełni przeszklony – wraz z podłogą – krótki chodnik tzw. „skywalk”. Na taras widokowy i do kawiarni można wjechać windą, lub wejść schodami pokonując 247 stopni. Wieża widokowa dostępna jest dla osób z dziećmi w wózkach dziecięcych i osób niepełnosprawnych, oraz posiada własne zaplecze sanitarno – higieniczne.

## Panorama
Z kawiarni i tarasu wieży jest widok między innymi na; Jezioro Solińskie, okoliczne bieszczadzkie szczyty, Polańczyk, kamieniołom w Bóbrce, Łobozew Górny, Łobozew Dolny, zaporę wodną w Myczkowcach, Zwierzyń, Lesko, czy lądowisko w Bezmiechowej Górnej.

## Opłaty
Wstęp na wieżę jest płatny, w cenie biletu wstępu można skorzystać z wejścia na „skywalk”. Na skywalku zamontowano aparat fotograficzny fotografujący osobę na tle panoramy Bieszczadów. Wydruk zdjęcia formatu A4 jest płatny dodatkowo. Bilet ulgowy przysługuje osobom posiadającym uprawnienia do zniżki.

## Infrastruktura dodatkowa
Przy wieży widokowej znajduje się karczma „Jawor” dla 500 osób, z regionalnymi daniami, która jest też punktem widokowym na bieszczadzkie wzgórza, znajdujące się po drugiej stronie jeziora solińskiego. Został też utworzony Park Tematyczny położony na zboczu góry, o powierzchni 4,7 ha i wkomponowany w otoczenie. Posiada ok. 3 km tras spacerowych i ok. 30 atrakcji edukacyjnych i rozrywkowych, gdzie można się dowiedzieć o Bieszczadach, a także poznać miejscowe legendy.

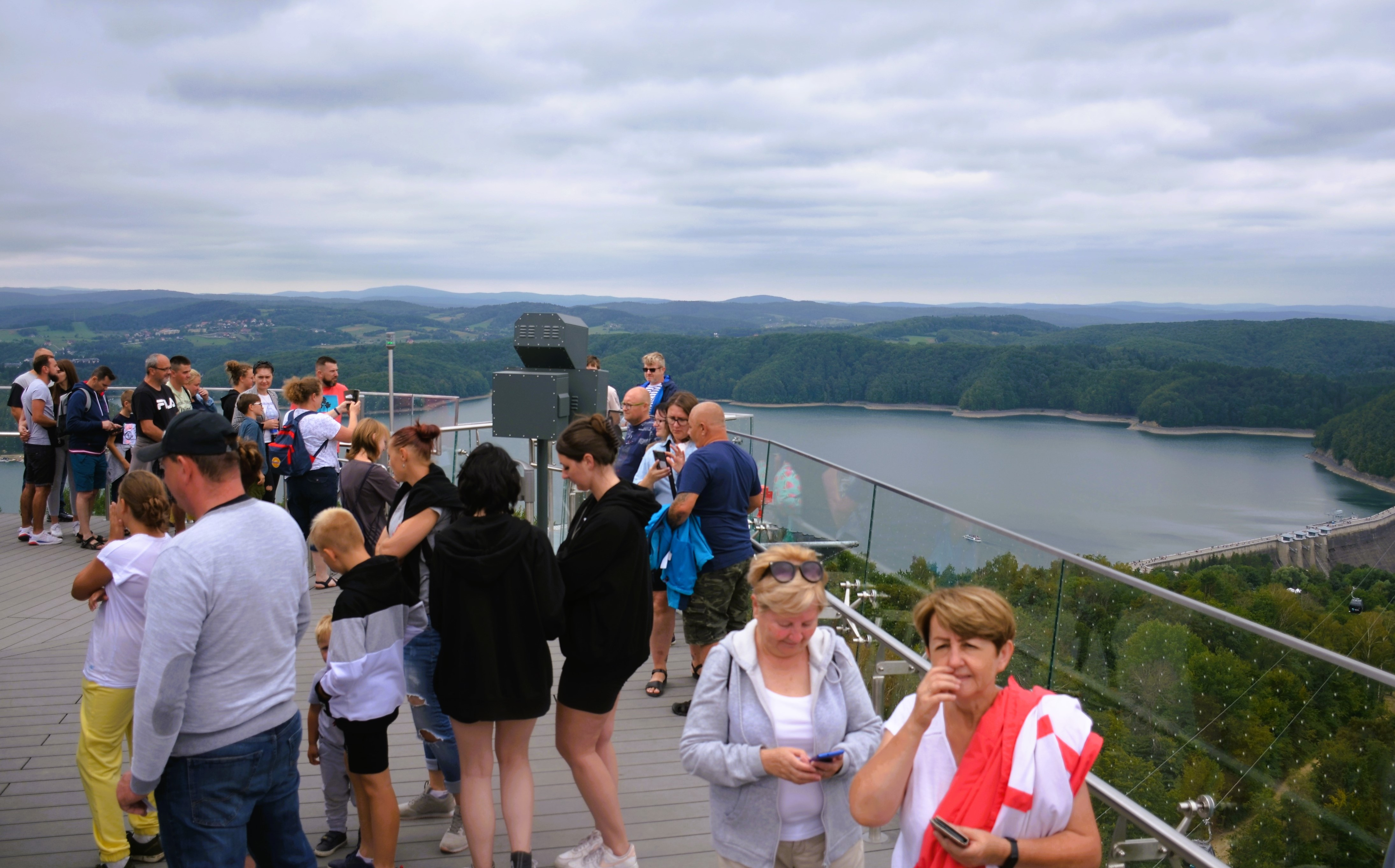
Aparat fotograficzny na „skywalku”
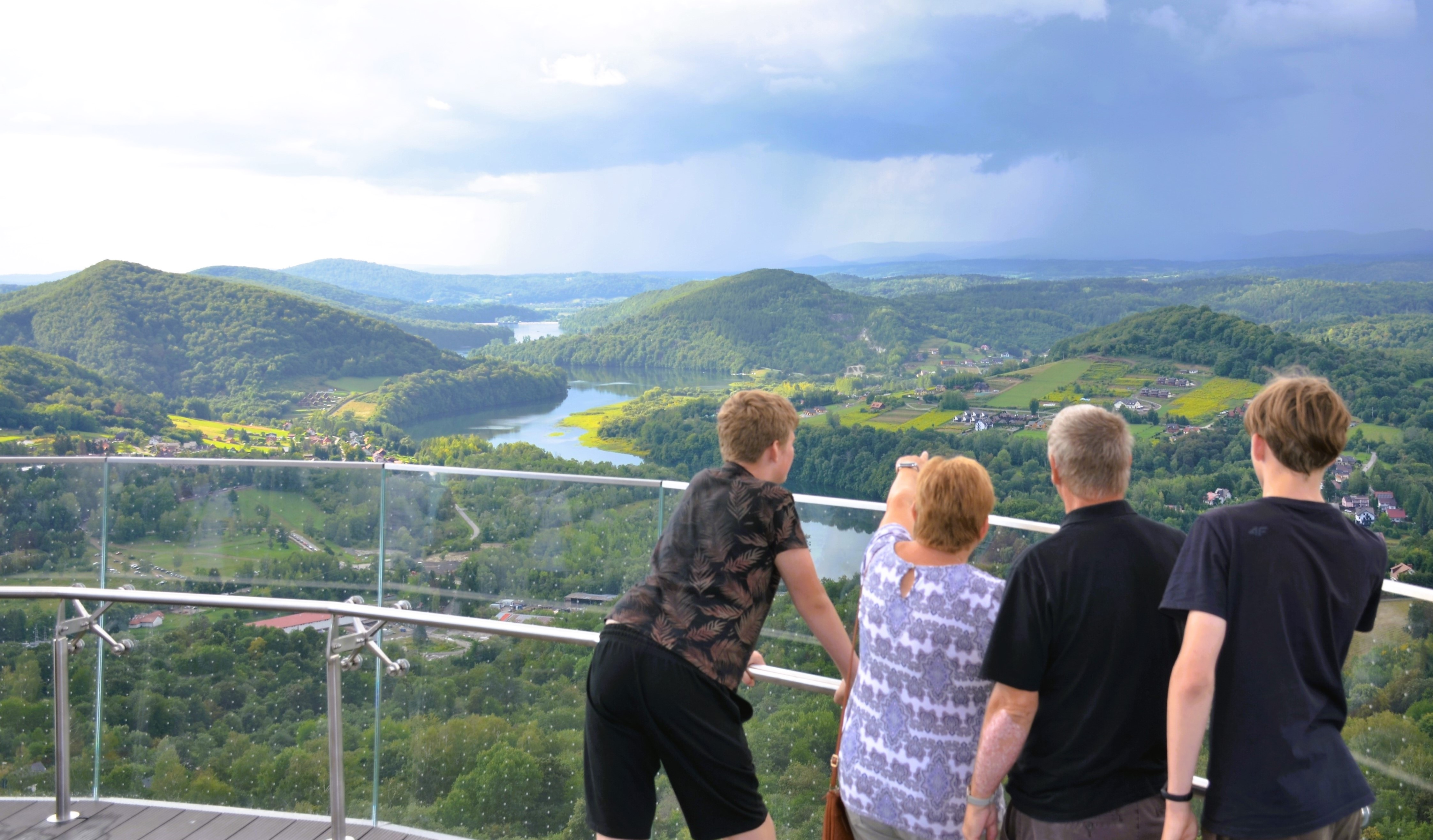
Taras widokowy wieży.
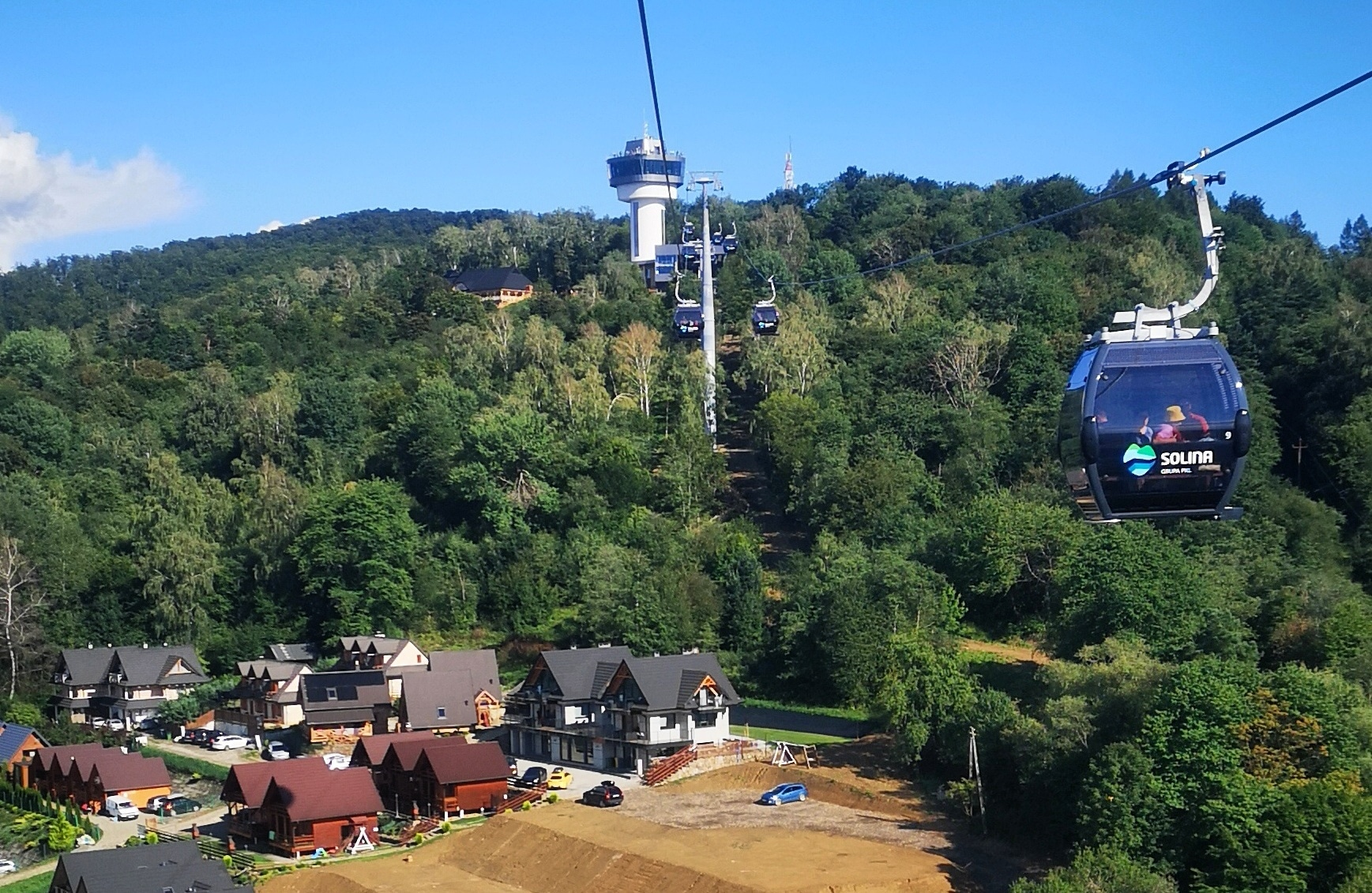
Kolej gondolowa i wieża widokowa. Obok wieży karczma Jawor.
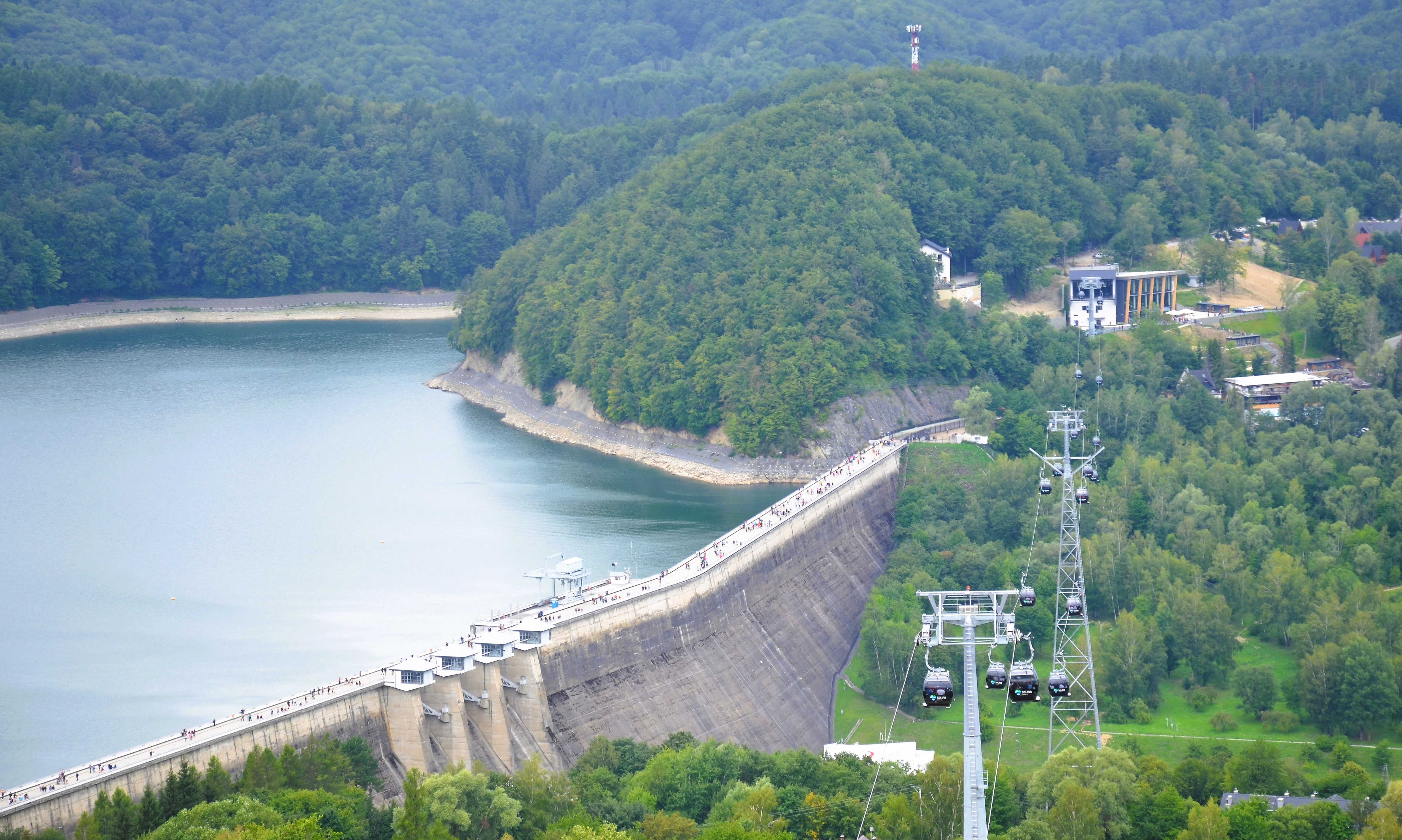
Widok z wieży widokowej, na tamę i zalew.